# FC 로리앙
FC 로리앙(Football Club Lorient-Bretagne Sud; 프랑스어 발음: [lɔʁjɑ̃ bʁətaɲ syd])은 브르타뉴의 로리앙을 연고로 하는 프랑스의 프로 축구 클럽으로 1926년에 창단되었다.
이상윤이 이곳으로 임대되어 5경기 출장했었다.

## 역대 성적
- 리그 2 우승 1회
  - 우승 2019/20
- 쿠프 드 프랑스 우승 1회
  - 우승: 2002
- 쿠프 드 라 리그
  - 준우승: 2002
- 트로페 데 샹피옹
  - 준우승: 2002

## 선수 명단

### 현역
참고: FIFA 자격 규정에 따라 소속된 국가대표팀 국기를 표시합니다. 선수는 복수의 FIFA 비회원국 국적을 가지고 있을 수 있습니다.
| 번호 | 포지션 | 국적   | 이름          |
| ---- | ------ | ------ | ------------- |
| 13   | DF     | 세네갈 | 포르모스 멘디 |
| 30   | GK     |        | 가엘 알레트   |

| 번호 | 포지션 | 국적 | 이름        |
| ---- | ------ | ---- | ----------- |
| 93   | MF     |      | 요엘 음부카 |

## 역대 감독
| 감독                | 임기        |
| ------------------- | ----------- |
| 크리스티앙 구르퀴프 | 1982 ~ 1986 |
| 크리스티앙 구르퀴프 | 1991 ~ 2001 |
| 크리스티앙 구르퀴프 | 2003 ~ 2014 |
| 베르나르 카소니     | 2016 ~ 2017 |